# لیس گومیس
لیس گومیس (انگلیسی: Lys Gomis؛ زادهٔ ۶ اکتبر ۱۹۸۹) بازیکن فوتبال اهل سنگال است.
از باشگاه‌هایی که در آن بازی کرده‌است می‌توان به باشگاه فوتبال تراپانی، باشگاه فوتبال آسکولی، باشگاه فوتبال تورینو، باشگاه فوتبال لچه، باشگاه فوتبال فروزینونه، باشگاه فوتبال فوجا، و باشگاه فوتبال اسپال اشاره کرد.
وی همچنین در تیم ملی فوتبال سنگال بازی کرده‌است.